# Gianni Agus
Giovanni Battista Agus, cunoscut ca Gianni Agus, (n. 17 august 1917, Cagliari, Regatul Italiei – d. 4 martie 1994, Roma, Italia) a fost un actor și moderator de televiziune italian.

## Filmografie selectivă
- 1953 Giuseppe Verdi, regia Raffaello Matarazzo
- 1959 Cursa de 100 kilometri (La cento chilometri), regia Giulio Petroni
- 1961 Doi mareșali (I due marescialli), regia Sergio Corbucci

- 1974 Vânzătorul de baloane (Il venditore di palloncini), regia Mario Gariazzo